# Pascal Simonet
 (avril 2020).
Si vous disposez d'ouvrages ou d'articles de référence ou si vous connaissez des sites web de qualité traitant du thème abordé ici, merci de compléter l'article en donnant les références utiles à sa vérifiabilité et en les liant à la section « Notes et références ».
 (avril 2020).
Pascal Simonet, né le 3 février 1957 à Nevers, est un artiste contemporain français. 

## Biographie
Pascal Simonet passe son enfance et adolescence dans la Nièvre, à Nevers et Marzy). Sa curiosité pour l’art le conduit très tôt à assister à des conférences, concerts, visites d’expositions et de galeries contemporaines.
Il côtoie au lycée Manuel Sanchez, aujourd’hui réalisateur, scénariste et producteur, avec qui il a partagé les valeurs philosophiques et politiques de l’anarchie.
Après son baccalauréat Philo/lettres, il suit un DEUG de Droit à l’université de Clermont-Ferrand, tout en participant aux cours du soir à l’École des Beaux-arts.
Il quitte ensuite Clermont-Ferrand pour intégrer l’École supérieure des beaux-arts de Marseille où il fait tout son cursus jusqu’au Diplôme national supérieur d'expression plastique. Il a comme enseignants Joël Kermarrec, Toni Grand, Max Charvolen, Christian Jaccard ainsi que Claude Fournet et Marcelin Pleynet pour les approches historiques et théoriques de l’art.
Sa première exposition a lieu en mai 1981 avec Dominique Cerf à la Maison de la culture de Nevers sous le commissariat de Patrice Warnant et Claude Levêque. 
Après ses études à l’École supérieure des Beaux-Arts de Marseille, Pascal Simonet codirige avec Dominique Cerf la galerie associative TORE sur Marseille avec le soutien et la collaboration de la ville et de la région.
Durant cette période du milieu des années 1980, il travaille ponctuellement à l’atelier du peintre Hans Hartung en qualité d’assistant. Pascal Simonet partage alors son temps entre ses activités associatives et artistiques, et entre trois ateliers, au Cannet, à Antibes et à Marseille. Un an après la chute du mur de Berlin, sur invitation de Vladimir Skoda, il participe à une résidence en Tchécoslovaquie et au tout premier symposium international de sculpture/installation à Lemberk.
En 1990, il est lauréat du prix Eighty et bénéficie de la diffusion de son œuvre au travers d'expositions en France, ainsi que la publication en 1995 du N°17 de la revue Ninety - Art des années 90.
En 1995, il intègre à l’École supérieure d’Art de Tourcoing afin de diriger le département Sculpture/Installation et, lors de ses nombreux déplacements, découvre alors un tout autre territoire également en profonde mutation, qui va générer une série de dessins sur empreintes végétales.  
Il fait plusieurs séjours en Chine et s’intéresse tout particulièrement aux profondes transformations territoriales et humaines qui s’opèrent à partir des années 2000 dans ce pays, et participe aux expositions et échanges dans le cadre des années croisées France/Chine, entre 2003 et 2005.
À partir de 2007, il rejoint l’école Supérieure d’Art Toulon Provence Méditerranée pour y enseigner en second cycle et initie un atelier de recherche et de création sur les questions de morphogenèse. Il interroge entre autres les transformations urbaines, végétales et sociétales à travers des travaux qui convoquent la mémoire de lieux, de tiers lieux et certaines toponymies décalées.

## Expositions

### Expositions personnelles
- 1981 - Peinture et Peinture avec Dominique Cerf. Maison de la culture de Nevers
- 1986 - Galerie Athanor. Marseille
- 1988 - Œuvres récentes. Galerie Athanor. Marseille
- 1989 - Galerie Tore. Marseille
- 1990 - Galerie Athanor. Marseille
- 1990 - Jardin d’hiver et fumoir de La Casamaures. Saint-Martin-le-Vinoux
- 1992 - Prix Culture et Entreprise. Musée des Tapisseries. Aix en Provence
- 1993 - Credo Arte. Chapelles St Lazare, St Roch, Ste Croix des Pénitents blancs,
- 1993 - Presbytère de l’église St Bartélémy. Gorbio
- 1993 - Castello di Pergine. Trentino. Italie
- 1994 - Œuvres récentes. Galerie Martagon. Malaucène
- 1996 - Installation au jardin botanique du Val Rahmeh. Menton
- 1996 - Installation à la bambouseraie de l'Ubac. Montauroux
- 1997 - Voyages à Alexandrie ou le passage du témoin. Centre culturel français d’Alexandrie. Égypte
- 1999 - Sculptures / Dessins. Galerie des bains douche. Antibes.
- 1999 - Lauréat 98 Sculptures monumentales. Musée naval. Antibes Juan-les-Pins
- 2000 - Les jardins avec Bernard Pourrière. Espace d’art Le Moulin. La Valette-du-Var
- 2003 - Année croisée France / Chine. Galerie de l’école supérieure d’art de Toulon
- 2004 - Académie et École contemporaine des Beaux-Arts de Tianjin. R.P de Chine
- 2005 - Projet du bois d’Ors / journées du Patrimoine. Musée Matisse. Le Cateau-Cambrésis
- 2005 - Made in China. Galerie commune de l’École Régionale Supérieure d'Expression Plastique de Tourcoing Département Arts Plastiques de l'université de Lille III
- 2005 - Notes de voyage. Bibliothèque du Pôle Arts plastiques de l'ERSEP. Tourcoing
- 2006 - De L’impossibilité du paysage. Galerie Martagon. Malaucène
- 2008 - Herbularius. Espace d’art le moulin et Domaine de Baudouvin. La Valette-du-Var
- 2010 - Nature-contre-Nature avec Sylvie Maurice. Maison Forestière de Sivens
- 2016 - Ouroboros. Cité Radieuse. Le Corbusier. Marseille.
- 2017 - Stack, avec Alain Pontarelli. Villa Tamaris Centre d’Art. La Seyne-sur-Mer

### Expositions collectives
- 2017 
  - Sentinelles culturelles. Musée muséum de Gap.
  - Entre-temps, Paysage(s). Musée muséum de Gap.
  - Tant. La Nuit Européenne des musées. Musée muséum de Gap

- 2018
  - Nouveaux collectionneurs, collège François de Leusse. La Londe-les-Maures
  - Les 10 ans du Musée International de la parfumerie, Laurent Perbos – Pascal Simonet, Musée International de la parfumerie. Grasse
  - Last chance to see. Année croisée France/Israël. Petach-Tikva museum of art. Israël

- 2019
  - Les 10 ans du Musée International de la parfumerie, Laurent Perbos – Pascal Simonet, Musée International de la parfumerie. Grasse
  - Trajectoires. Villa Tamaris Centre d’art. La Seyne-sur-Mer

- 2020
  - Kaleidoscopie  Galerie du Canon Toulon
  - Mundo diffuso, un monde F[I]lou. Lycée Aubanel. Avignon

### Monographies
- Pascal Simonet œuvres récentes. C.G. Guez-Ricord Lettre à Pascal. Elle est la pierre avec ses tables. (ouvrage publié avec le concours du ministère de la Culture dans le cadre de l’aide à la première exposition) Édition Galerie Athanor. Marseille 1988
- Pascal Simonet par Jean-Luc Chalumeau et Catherine Flohic in Ninety n° 17. Art des années 90. Éditions Flohic. 1995
- Pascal Simonet. Sculpture sous le soleil d’Antibes. Lauréat 1998 » juillet/août 1999 Raphaël Monticelli Conte à l’usage des enfants qui veulent comprendre Pascal Simonet et des autres s’ils souhaitent le comprendre aussi. Offrande à la langue du monde. Juillet. Août 1999
- Pascal Simonet. Herbularius. TRACE. Textes de : Isabelle Bourgeois, François Coadou, Florence Morali, Michel Racine. Édition Espace d’art le moulin. La Valette-du-Var. 2008
- Pascal Simonet - STACK. Texte de Robert Bonaccorsi et entretien avec Alain Pontarelli. Édit. Villa Tamaris Centre d’Art. Septembre 2017

### Livres d’artiste
- Intervention plastique in Zéro limite revue de poésie n° 5/6 1981/82. Textes d’Alain Borer, Claude Minière, Michel Butor, Carlo Emilio Gadda, Alexandre-Pol Vaillant, Marc Alan Mayaly, Gérard Arseguel.
- Intervention     plastique in Zéro limite     n° 14/15 – 1984/85
- C.G. Guez-Ricord Lettre à Pascal. Elle est la pierre avec ses tables. Édition Galerie Athanor. Marseille 1988
- D’où viens-tu-toi qui t’en vas ? Vingt interventions plastiques originales sur le texte poétique de Jean Todrani. Éditions Ecbolade à Béthune. 1985
- Plus lourd que l’air. Une exposition / Un portfolio Texte de Jacques Lomont. Avec les sérigraphies de Isa Barbier, Michel Barjol, Max Charvolen, Christine Crozat, Pip Culbert, Marie-France Lejeune, Sylvie Maurice. Édition CQFI. Nîmes. Octobre 2006.

### Œuvres en collections publiques
- Fonds régional d'art contemporain de Provence-Alpes-Côte d'Azur
- Parc de Lemberk. République Tchèque
- A.F.P.A.C. Ville du Cannet
- Musées d’Aix-en-Provence
- Municipalité de Gorbio
- Musée d'art moderne et contemporain de Céret
- Tianjin Museum of Art. R.P. de Chine
- Cour d’honneur du lycée Masséna. Nice
- Villa Tamaris centre d’art. La Seyne-sur-Mer
- Hôtel départemental des Arts. Centre d’art. Toulon